# تپه ترسه بلاغ ۱
تپه ترسه بلاغ ۱ مربوط به سدهٔ ۶ تا ۸ ه.ق است و در شهرستان اشنویه، بخش مرکزی، دهستان دشت بیل، روستای ترسه بلاغ واقع شده و این اثر در تاریخ ۲۸ شهریور ۱۳۸۶ با شمارهٔ ثبت ۱۹۶۳۶ به‌عنوان یکی از آثار ملی ایران به ثبت رسیده است.